# Norwegischer Fußballpokal der Männer 1951
Der norwegische Fußballpokal 1951 (kurz auch NM-Cup 1951 genannt) war die 46. Austragung des Fußballpokalwettbewerbs der Männer. Pokalsieger wurde Sarpsborg FK. Das Team setzte sich im Finale gegen den Asker SK durch.

## 1. Runde
| Datum      |                       | Ergebnis  |                     |
| ---------- | --------------------- | --------- | ------------------- |
| 16.06.1951 | Askim FK              | 1:0       | Lisleby FK          |
|            | IF Borg               | 0:1       | IK Grane Arendal    |
|            | SK Brage              | 4:3       | Rosenborg Trondheim |
|            | Brann Bergen          | 1:1 n. V. | SK Djerv            |
|            | Brevik IL             | 2:4       | Herkules IF         |
|            | Clausenengen FK       | 1:3       | IL Braatt           |
|            | SK Djerv 1919         | 0:4       | Os TF               |
|            | SBK Drafn             | 3:1       | IL Liull            |
|            | Eik IF                | 2:1       | Storms BK           |
|            | Flekkefjord FK        | 5:2 n. V. | Vindbjart FK        |
|            | Fram Larvik           | 1:0       | Berger IL           |
|            | Fredrikstad FK        | 6:0       | Sørli IF            |
|            | SK Freidig            | 1:2       | IL Sverre           |
|            | FK Fremad Lillehammer | 2:0       | SK Strong           |
|            | Furuset IF            | 1:8       | Vålerenga Oslo      |
|            | Geithus IL            | 6:0       | SK Sterling         |
|            | Hamar IL              | 9:0       | Hof IL              |
|            | IL Hødd               | 1:2       | Aalesunds FK        |
|            | Kapp IF               | 0:4       | Galterud IF         |
|            | Klepp IL              | 0:4       | Bryne FK            |
|            | Kristiansund FK       | 0:3       | SK Troll            |
|            | Kvik Halden FK        | 4:1       | Tune IL             |
|            | FK Kvik Trondheim     | 5:0       | Heimdal FK          |
|            | Lillestrøm SK         | 3:0       | SK Mesna            |
|            | SFK Lyn Oslo          | 3:1       | Kjelsås IL          |
|            | FK Mandalskameratene  | 1:3       | FK Jerv             |
|            | Minde IL              | 0:2       | SK Baune            |
|            | Molde FK              | 5:0       | Ørsta IL            |
|            | Neset FK              | 2:3       | SK Falken           |
|            | SK Nessegutten        | 0:1 n. V. | Ranheim IL          |
|            | Nordnes IL            | 2:0       | Stavanger IF        |
|            | Odds BK               | 4:0       | IL Flint            |
|            | IF Pors               | 5:1       | Rjukan IL           |
|            | SK Rapid Moss         | 6:1       | Holmestrand IF      |
|            | Raufoss IL            | 1:3 n. V. | Jevnaker IF         |
|            | Raumnes & Årnes IL    | 0:7       | Asker SK            |
|            | SK Rollon             | 1:2       | Spjelkjavik IL      |
|            | Rygge IL              | 0:4       | Frigg Oslo FK       |
|            | Sagene IF             | 4:1       | Mysen IF            |
|            | Sandaker SFK          | 8:2       | Borgen IL           |
|            | Sandefjord BK         | 1:1 n. V. | IF Skiens-Grane     |
|            | Selbak TIF            | 4:0       | SK Sprint-Jeløy     |
|            | Skeid Oslo            | 5:1       | Haga IF             |
|            | Skiens BK             | 0:0 n. V. | Tønsbergs TF        |
|            | SBK Skiold            | 0:3       | Moss FK             |
|            | Skreia IL             | 1:4       | FK Gjøvik Lyn       |
|            | SK Snøgg              | 1:2       | Mjøndalen IF        |
|            | Solberg SK            | 2:1       | Skotfoss TIF        |
|            | FK Sparta Sarpsborg   | 6:0       | Tistedalen TIF      |
|            | SK Stag               | 0:1       | Drammens BK         |
|            | Start Kristiansand    | 3:2       | Nærbø IL            |
|            | Steinkjer FK          | 11:20     | SK Tryggkameratene  |
|            | Strømmen IF           | 6:0       | Bjørkelangen SF     |
|            | IL Sørfjell           | 3:0       | AIK Lund            |
|            | Tollnes BK            | 0:6       | Larvik Turn         |
|            | Torp IF               | 1:5       | Sarpsborg FK        |
|            | Vang IL               | 2:3       | Brumunddal IL       |
|            | SK Vard Haugesund     | 4:0       | Stord IL            |
|            | IL Varegg             | 6:1       | Fana IL             |
|            | SK Varg               | 1:2       | Ham-Kam             |
|            | Viking Stavanger      | 4:1       | Randaberg IL        |
|            | FK Ørn                | 4:2       | Vestfossen IF       |
|            | Årstad IL             | 2:0       | Florvåg IF          |
| 21.06.1951 | Ålgård FK             | 2:0       | SK Ulf              |

### Wiederholungsspiele
| Datum      |                 | Ergebnis |               |
| ---------- | --------------- | -------- | ------------- |
| ??.06.1951 | SK Djerv        | 0:2      | Brann Bergen  |
|            | IF Skiens-Grane | 1:2      | Sandefjord BK |
|            | Tønsbergs TF    | 0:1      | Skiens BK     |

## 2. Runde
| Datum      |                       | Ergebnis  |                     |
| ---------- | --------------------- | --------- | ------------------- |
| 23.06.1951 | Asker SK              | 5:1       | Hamar IL            |
|            | Askim FK              | 0:4       | Sandaker SFK        |
|            | Brann Bergen          | 1:2       | IL Varegg           |
|            | Brumunddal IL         | 0:5       | SFK Lyn Oslo        |
|            | Drammens BK           | 2:3       | Selbak TIF          |
|            | SK Falken             | 2:4       | FK Kvik Trondheim   |
|            | FK Fremad Lillehammer | 4:3 n. V. | Lillestrøm SK       |
|            | Frigg Oslo FK         | 8:0       | Kvik Halden FK      |
|            | FK Gjøvik Lyn         | 2:0       | Molde FK            |
|            | IK Grane Arendal      | 0:3       | Odds BK             |
|            | Ham-Kam               | 2:1       | Strømmen IF         |
|            | Herkules IF           | 0:1       | Fram Larvik         |
|            | FK Jerv               | 1:0       | Flekkefjord FK      |
|            | Jevnaker IF           | 3:1       | SBK Drafn           |
|            | Larvik Turn           | 2:0 n. V. | IL Sørfjell         |
|            | Mjøndalen IF          | 4:6 n. V. | Start Kristiansand  |
|            | Moss FK               | 0:0 n. V. | Eik IF              |
|            | Os TF                 | 1:2       | Årstad IL           |
|            | IF Pors               | 1:6       | FK Sparta Sarpsborg |
|            | Ranheim IL            | 4:0       | IL Braatt           |
|            | Sagene IF             | 3:4       | Fredrikstad FK      |
|            | Sandefjord BK         | 3:2       | Solberg SK          |
|            | Sarpsborg FK          | 3:0       | Galterud IF         |
|            | Skeid Oslo            | 3:1       | Geithus IL          |
|            | Skiens BK             | 3:2       | FK Ørn              |
|            | Steinkjer FK          | 0:2       | SK Troll            |
|            | IL Sverre             | 2:3       | SK Brage            |
|            | SK Vard Haugesund     | 1:2       | SK Baune            |
|            | Viking Stavanger      | 1:0       | Nordnes IL          |
|            | Vålerenga Oslo        | 3:1       | SK Rapid Moss       |
|            | Aalesunds FK          | 4:1       | Spjelkjavik IL      |
| 26.06.1951 | Bryne FK              | 1:2       | Ålgård FK           |

### Wiederholungsspiel
| Datum      |        | Ergebnis |         |
| ---------- | ------ | -------- | ------- |
| 26.06.1951 | Eik IF | 3:2      | Moss FK |

## 3. Runde
| Datum      |                     | Ergebnis  |                       |
| ---------- | ------------------- | --------- | --------------------- |
| 12.08.1951 | FK Sparta Sarpsborg | 0:2       | Jevnaker IF           |
|            | Selbak TIF          | 2:1       | Skiens BK             |
|            | Fredrikstad FK      | 3:2 n. V. | Larvik Turn           |
|            | SFK Lyn Oslo        | 1:3       | IL Varegg             |
|            | Sandaker SFK        | 3:2 n. V. | Sandefjord BK         |
|            | Ham-Kam             | 2:4       | FK Kvik Trondheim     |
|            | FK Gjøvik Lyn       | 3:5       | Vålerenga Oslo        |
|            | Eik IF              | 2:4       | Skeid Oslo            |
|            | Fram Larvik         | 1:2 n. V. | Asker SK              |
|            | Odds BK             | 3:5       | Frigg Oslo FK         |
|            | Start Kristiansand  | 6:1       | FK Jerv               |
|            | Ålgård FK           | 0:0 n. V. | Viking Stavanger      |
|            | SK Baune            | 2:1       | Årstad IL             |
|            | Aalesunds FK        | 3:1 n. V. | SK Troll              |
|            | Ranheim IL          | 2:0       | FK Fremad Lillehammer |
|            | SK Brage            | 1:1 n. V. | Sarpsborg FK          |

### Wiederholungsspiele
| Datum      |                  | Ergebnis |           |
| ---------- | ---------------- | -------- | --------- |
| 26.08.1951 | Viking Stavanger | 3:2      | Ålgård FK |
|            | Sarpsborg FK     | 3:0      | SK Brage  |

## 4. Runde
| Datum      |                   | Ergebnis  |                    |
| ---------- | ----------------- | --------- | ------------------ |
| 26.08.1951 | Vålerenga Oslo    | 5:1       | SK Baune           |
|            | Frigg Oslo FK     | 1:0       | Skeid Oslo         |
|            | Asker SK          | 2:0       | Ranheim IL         |
|            | Jevnaker IF       | 0:5       | Fredrikstad FK     |
|            | IL Varegg         | 2:2 n. V. | Selbak TIF         |
|            | FK Kvik Trondheim | 2:4 n. V. | Sandaker SFK       |
| 16.09.1951 | Sarpsborg FK      | 1:0       | Aalesunds FK       |
|            | Viking Stavanger  | 4:1       | Start Kristiansand |

### Wiederholungsspiel
| Datum      |            | Ergebnis |           |
| ---------- | ---------- | -------- | --------- |
| 16.09.1951 | Selbak TIF | 1:0      | IL Varegg |

## Viertelfinale
| Datum      |                | Ergebnis  |                  |
| ---------- | -------------- | --------- | ---------------- |
| 23.09.1951 | Fredrikstad FK | 3:5       | Vålerenga Oslo   |
|            | Selbak TIF     | 2:3 n. V. | Asker SK         |
|            | Frigg Oslo FK  | 1:0       | Viking Stavanger |
|            | Sandaker SFK   | 2:4       | Sarpsborg FK     |

## Halbfinale
| Datum      |                | Ergebnis |               |
| ---------- | -------------- | -------- | ------------- |
| 07.10.1951 | Vålerenga Oslo | 0:1      | Asker SK      |
|            | Sarpsborg FK   | 2:0      | Frigg Oslo FK |

## Finale
| Sarpsborg FK                                | Sarpsborg FK | Asker SK | Asker SK |
| ------------------------------------------- | --- | --- | -------- |
| Sarpsborg FK                                | \| Finale \| \| 21. Oktober 1951 in Oslo (Ullevaal-Stadion) \| \| Ergebnis: 3:2 n. V. (2:2, 1:2) \| \| Zuschauer: 30.639 \| \| Schiedsrichter: Folke Bålstad \| \| Spielbericht \| | \| Finale \| \| 21. Oktober 1951 in Oslo (Ullevaal-Stadion) \| \| Ergebnis: 3:2 n. V. (2:2, 1:2) \| \| Zuschauer: 30.639 \| \| Schiedsrichter: Folke Bålstad \| \| Spielbericht \| | Asker SK |
| Sarpsborg FK                                | Rolf Bakke Olsen – Finn Moen, Thor Lunde – Gunnar Hansen, Gunnar Eide, Odd Pettersen – Leif Korneliussen, Jacob Johansen, Ottar Nilsen, Einar Fredriksen, Knut Andersen            | | Asker SK |
| Sarpsborg FK                                | 1:1 Jacob Johansen (18.) 2:2 Ottar Nilsen (81.) 3:2 Ottar Nilsen (103.) | 0:1 Willy Fossli (2.) 1:2 John Wettre-Johnsen (34.) | Asker SK |
| Finale                                      | | |          |
| 21. Oktober 1951 in Oslo (Ullevaal-Stadion) | | |          |
| Ergebnis: 3:2 n. V. (2:2, 1:2)              | | |          |
| Zuschauer: 30.639                           | | |          |
| Schiedsrichter: Folke Bålstad               | | |          |
| Spielbericht                                | | |          |